# Brezovo (huyện)
Brezovo là một huyện thuộc tỉnh Plovdiv, Bungaria. Dân số thời điểm năm 2001 là 8837 người.